# 锡本巴赫
锡本巴赫是德国莱茵兰-普法尔茨州的一个市镇。总面积3.41平方公里，总人口198人，其中男性112人，女性86人（2011年12月31日），人口密度58人/平方公里。